# Щетинкохвіст рудий
Щетинкохві́ст рудий (Margarornis stellatus) — вид горобцеподібних птахів родини горнерових (Furnariidae). Мешкає в Колумбії і Еквадорі.

## Опис
Довжина птаха становить 13-14 см, вага 21-22 г. Верхня частина тіла рудувато-коричнева, нижня частина тіла пістрява. рудувато-охриста. Горло біле, груди поцятковані білими плямками з чорними краями. Хвіст закінчується шипами — виступами стрижнів стернових пер. Виду не притаманний статевий диморфізм.

## Поширення і екологія
Руді щетинкохвости мешкають в Західному і Центральному хребтах Колумбійських Анд (на південь від Антіокії і південного Чоко), а також в Еквадорі (на південь до Пічинчи). Вони живуть у вологих гірських хмарних лісах. Зустрічаються на висоті від 1200 до 2200 м над рівнем моря, переважно на висоті понад 1600 м над рівнем моря. Живляться переважно комахами, яких шукають серед моху і епіфітів.

## Збереження
МСОП класифікує цей вид як близький до загрозливого. Рудим щетинкохвостам загрожує знищення природного середовища.